# روز جهانی تالاب‌ها

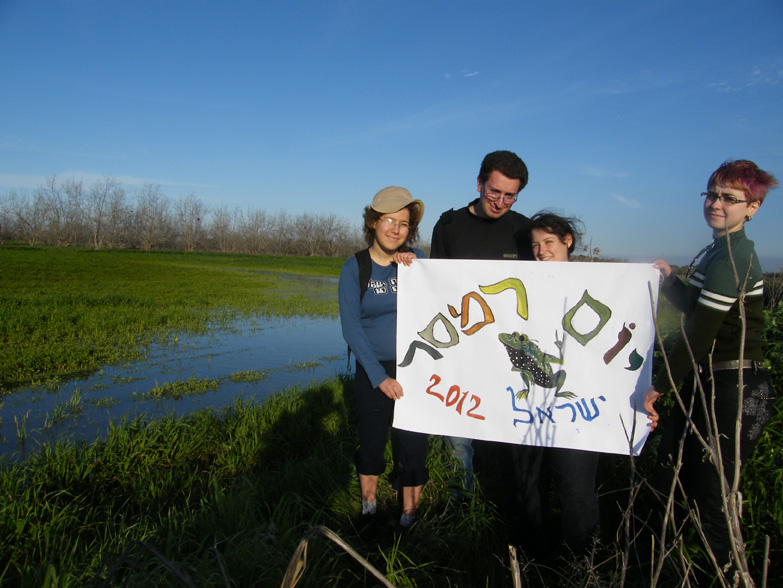
در تصویر، فعالان محیط زیست اسرائیلی روز جهانی تالاب‌ها را جشن گرفته‌اند. بر روی پوستر به زبان عبری نوشته شده: «روز رامسر - سال ۲۰۱۲ در اسرائیل». همچنین ترسیمی از قورباغه به تازگی کشف شده‌ای به نام «قورباغه رنگ‌شده دریاچه حولا» نیز در پوستر دیده می‌شود.

روز جهانی تالاب‌ها (به انگلیسی: World Wetlands Day) سالیانه در تاریخ ۲ فوریه برگزار می‌شود. هدف از برگزاری روز جهانی تالاب‌ها، افزایش آگاهی جهانی در مورد نقش حیاتی تالاب‌ها برای مردم و سیاره است.
این روز در ۲ فوریه ۱۹۷۱ در شهر رامسر، ایران در کنوانسیون رامسر به امضا رسید. روز جهانی تالاب‌ها برای اولین بار در سال ۱۹۹۷ جشن گرفته شد. روز جهانی تالاب‌ها در فوریه ۲۰۱۰ با حمایت رامسر در کره انجام گرفت. ۲ فوریه ۲۰۲۲ اولین سالی است که روز جهانی تالاب‌ها پس از تصویب آن توسط مجمع عمومی در ۳۰ اوت ۲۰۲۱ و در قطعنامه‌ای با حمایت ۷۵ کشور عضو به عنوان یکی از روزهای بین‌المللی سازمان ملل متحد شناخته شده و برگزار می‌شود. وبگاه کنوانسیون گزارش‌هایی از فعالیت‌های ۹۵ کشور در حیطه این روز منتشر می‌کند.